# Nicolas Jean-Baptiste Lescuyer
Nicolas Jean-Baptiste Lescuyer est un révolutionnaire, secrétaire-greffier de la commune d'Avignon, mort le 16 octobre 1791.
Son assassinat par les Avignonnais défavorables à l'annexion par la France déclencha le massacre de la Glacière en guise de représailles par les révolutionnaires.

## Biographie

### La mort de Lescuyer
Les bruits couraient donc qu'un grand coffre d'argenterie avait été aperçu en partance de la ville... puis d'un grand coffre, ce fut rapidement dix-huit malles, de nuit. Il n'en fallut pas plus pour déclencher l'ire des partisans du maintien de l'État pontifical. La réaction fut rapide. Le 16 octobre 1791, ils firent placarder dans la ville une affiche signée d'un certain Joseph Dinetard, dénonçant le dépouillement des églises et la confiscation des cloches au nom de la « nouvelle patrie ». Il y était écrit que les « patriotes » s'étaient, de plus, emparés de cent mille francs d'argenterie au Mont-de-Piété. 
Il fut décidé de prendre les portes de la ville afin d'empêcher les « voleurs » de sortir. Ce fut fait au matin du dimanche et les clefs confisquées furent envoyées à l'abbé Mulot à Sorgues. 
D'autres bruits faisaient part du fait que la Vierge avait fait plusieurs apparitions dans les environs et, même, qu'une effigie de la Vierge aux Cordeliers, après avoir rougi, avait délivré des larmes de sang. Nombreux furent ceux qui s'y rendirent et ce fut alors un lieu de débats virulents entre les « blancs » papistes et les « rouges » révolutionnaires sur le vol qui avait été commis. Les papistes voulant qu'on leur rende des comptes, le patriote Lescuyer, en tant que secrétaire-greffier de la commune, fut dépêché sur place. Il monta en chaire pour essayer d'être entendu, puis, pris à partie, il fut extrait de celle-ci et alla se cogner au pied d'une statue de la Vierge. Il se releva et tenta alors de fuir par une porte qu'on venait de lui montrer mais, avant d'atteindre celle-ci, il reçut un violent coup de bâton qui le fit s'effondrer au pied de l'autel.
Aussitôt informés, Jourdan, commandant du Fort, et Duprat aîné, colonel de la garde nationale d'Avignon, tentèrent de réunir leurs troupes. Celles-ci étant dispersées, il fut décidé de faire sonner la cloche d'argent du Palais des Papes pour les alerter. Ce n'est que vers une heure de l'après-midi que Jourdan entama son action après avoir péniblement réuni un groupe de trois cent cinquante hommes. Son premier objectif fut de reprendre les portes de la ville pour bloquer toute échappatoire aux coupables. Ceci fait, après avoir laissé nombre de ses hommes, il partit avec cent cinquante hommes et deux canons pour se rendre au Couvent des Cordeliers. Par la configuration de la ville, ces deux canons semblaient être là plus pour impressionner par le bruit des roues sur les rues pavées que pour être utilisés.
Arrivés sur place, ils dispersèrent le peu de foule qui était restée, faisant au passage plusieurs blessés. Ils trouvèrent Lescuyer resté là gisant dans son sang. Pas encore mort, celui-ci fut alors emmené à travers les rues d'Avignon. Il décéda un peu plus tard.